# Silvin Leskovar
Silvin Leskovar, slovenski inženir elektrotehnike, * 24. december 1928, Šentilj. 
Leskovar je leta 1961diplomiral na ljubljanski FE in prav tam 1972 tudi doktoriral. Leta 1961 se je zaposlil na FE v Ljubljani kjer je bil v obdobju od 1979 do 1991 redni profesor za računalništvo in informatiko.